# 擴增實境

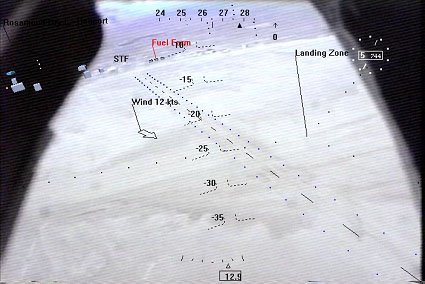
用於航空與軍事，駕駛員可以直接看穿機體

擴增實境（Augmented Reality，簡稱），也有对应VR虚拟实境一词的翻译称为实拟虚境或擴張現實，是指透過攝影機影像的位置及角度精算並加上圖像分析技術，讓螢幕上的虛擬世界能夠與現實世界場景進行結合與互動的技术。這種技術於1990年提出。隨著隨身電子產品運算能力的提升，擴增實境的用途也越來越廣。

## 定義
這個詞語最早被前波音公司研究員 Tom Caudell在1990年所使用。
目前对于擴增實境有两种通用的定义。一是北卡大学教授羅納德·阿祖瑪（Ronald Azuma）于1997年提出的，他认为擴增實境包括三个方面的内容：
- 將虛擬物與現實結合
- 即時互動
- 三維标记

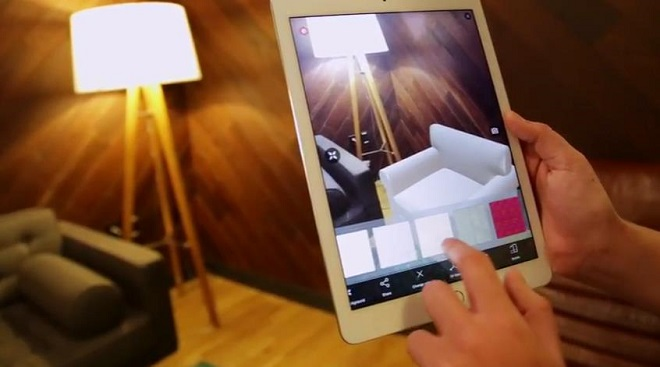
室內設計運用

而另一种定义是1994年保罗·米尔格拉姆（Paul Milgram）和岸野文郎（Fumio Kishino）提出的现实-虚拟连续统（Milgram's reality-virtuality continuum）。他们将真实环境和虚拟环境分别作为连续系统的两端，位于它们中间的被称为“混合實境”。其中靠近真实环境的是擴增實境（augmented reality），靠近虚拟环境的则是擴增虛境。

## 科技與應用

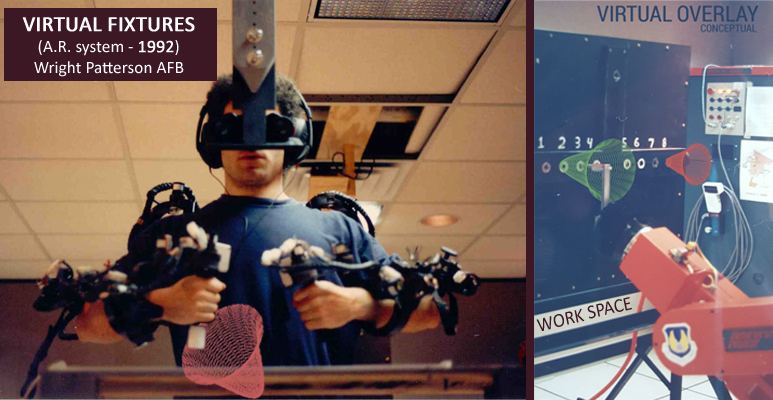
最早的AR系统——虚拟导具

擴增實境與硬體、軟體、以及應用層面息息相關。在硬體方面，結合處理器、顯示器、感測器以及輸入設備的載具，方能適合成為AR平台。在軟體方面，AR系統的主要關鍵是如何將擴增的物件與現實世界結合。在應用層面，最早用於軍事，而後擴及日常生活。

### 硬體
已上市的AR硬體包含光學投影系統、監視器、行動裝置、頭戴式顯示器、抬頭顯示器、電腦。在開發中的如仿生隱形眼鏡。

#### 頭戴式顯示器
透過眼罩或頭盔的形式，將顯示螢幕貼近用戶的眼睛，目前有以下幾個公司推出了AR頭戴型顯示器
- uSens
- Gestigon
- Meta
- Magic Leap
- Google眼镜

#### 抬頭顯示器
與頭戴式顯示器不同，抬頭顯示器是利用光學反射原理，將資訊投射在鏡片上，並經過平衡反射將影像投射入使用者的眼睛。目前最為知名的AR抬頭顯示器為：Microsoft HoloLens。

#### 
目前在iPhone，Windows Phone以及Google Android手機上，3DS已經出現不少的擴增實境的應用。

### 演算法軟體
AR系統的關鍵在於如何將擴增物件與實際環境結合，AR演算法軟體必須要從入設備中的影像取得真實世界的座標，再將擴增物件疊合到座標上。
為了能讓擴增實境更加容易開發，市面上已有許多軟體開發套件，例如ARKit, ARCore, Unity。

### 應用

#### 娱乐
擴增實境在遊戲和娛樂中的應用同样很多。位於加拿大蒙特利爾的麥吉爾大學研究人員們開發出一种很神奇的地板磚，這些地磚可以模仿沙地、雪地、草地的環境（包括視覺、聽覺、感覺等）。這些地磚可能被用於一些擴增實境的應用，包括電話會議、遠程培訓、遠距醫療等等。
這個地磚系统是由虚浮在一个平台上的一些可變型的盤子组成。在盤子和平台之間有很多的用於感應用户腳部力量的傳感器。這些盤子可以震動，以模擬步入不同環境中的感覺。還有一個從上到下的投影與一個揚聲器，用於给出視覺與聽覺的反饋。
麥吉爾大學智能機器研究中心的研究員楊·維塞爾（Yon Visell）說：「這些地磚既可以用於人機互动，也可以用於沉浸式的擴增實境中」。
這個地磚系统還能被用作一個巨型的由腳控制的觸控螢幕，例如，可以用作一種導航投射在建筑物大樓或者公共廣場的巨型地圖的方法。同時還能被用於遊戲和娛樂之中，增加人機之間的互動性。
日本游戏巨头任天堂在其掌机任天堂3DS系列中加入了对增强现实的支持，其中游戏机自带的软件中就有一款是以增强现实为主要玩法的游戏。PSP游戏《隐形妖怪》就是一款增强现实游戏。2016年推出的精靈寶可夢GO为目前最熱門的AR遊戲。
由知名輕小說作品刀劍神域所改編的劇場版動畫《刀劍神域：序列爭戰》，即是以AR裝置為主軸開始的故事，劇場版在2017年2月18日於日本上映。
動畫遊戲王的決鬥盤，是以AR顯示卡牌怪獸、魔法效果、陷阱效果。

## 商机
增强现实应当被归为一种地理位置信息服务（GIS），是地图、GPS地图导航的升级。在GPS地图导航中，类似PAPAGO!等导航软件提供商通过在他们的导航地图中嵌入相关的一些商业信息可也赚钱。AR产品展示，应用AR技术将产品模型叠加到现实场景中。
擴增實境或許不僅被歸為一種地理位置信息服務GIS，他並不只是地圖、GPS地圖導航的升級。
地理位置信息服務（GIS）所指的其實只是一種所謂的LBS擴增實境系統，與真正以視覺為基礎的擴增實境系統並不相同。它算是一種「很有創意、很有巧思」的LBS應用，但僅只能做到表層街景的應用，與「真正的擴增實境」是不同的。
單純的LBS應用不能作為擴增實境的一種，其原因為LBS擴增實境並未直接在攝影機的影像上做辨認對應，僅具有關聯性。將LBS應用作為擴增實境是不合適的,甚至是使用了攝影機的LBS應用，基本上攝影機只是提供畫面，沒有任何作用。假設今天攝影機鏡頭歪掉，或衛星定位偏差了，那所呈現的LBS擴增實境對應資訊都將是錯誤的（因為二者本立存在」無關聯性的）。LBS擴增實境與視覺為基礎的擴增實境最大的差異，在於後者的應用是更廣泛、更貼近人類自然生活。目前更進階的擴增實境則是大量編碼式與快速內容編製式的視覺為基礎擴增實境，這樣的技術將可以大量應用於日常生活之中。

## 相關遊戲
1. 隐形妖怪（Invizimals）
2. 精靈寶可夢Go（Pokémon go）
3. Infiniverse[10] - 在EOS.IO平台上的AR 分散式應用程式